# 214911 Viehböck
214911 Viehböck è un asteroide della fascia principale. Scoperto nel 2007, presenta un'orbita caratterizzata da un semiasse maggiore pari a 2,3993956 au e da un'eccentricità di 0,1353213, inclinata di 2,55550° rispetto all'eclittica.
L'asteroide era stato inizialmente battezzato 214911 Viehboeck per poi essere corretto nella denominazione attuale.
L'asteroide è dedicato all'astronauta austriaco Franz Viehböck.